# 릭 그라임스
릭 그라임스(Rick Grimes)는 미국의 만화 《워킹 데드》의 등장인물이자 그 만화를 원작으로 한 동명의 드라마의 등장인물이다. 드라마에서는 앤드류 링컨이 연기한다. 로버트 커크먼과 토니 무어에 의해 만들어졌으며, The Walking Dead #1 (2003)에 처음으로 등장한다. 만화 및 드라마에서의 주인공으로, 로리 그라임스의 남편이자 칼 그라임스의 아버지이다.